# Eloy Olaya
Eloy José Olaya Prendes (Gijón, 1964. július 10. –) spanyol válogatott labdarúgó.

## Pályafutása

### Klubcsapatban
Gijónban született, Asztúriában. Pályafutása nagy részét a Sporting Gijón (1982–88, 1995–96) és a Valencia (1988–95) csapatainál töltötte. 1996 és 1998 között a Badajoz együttesében játszott. 

### A válogatottban
1985 és 1990 között 15 alkalommal szerepelt a spanyol válogatottban és 4 gólt szerzett. Egy Zaragozában rendezett Ausztria elleni barátságos mérkőzés alkalmával mutatkozott be 1985. november 20-án. Részt vett az 1986-os világbajnokságon, ahol az Algéria elleni csoportmérkőzésen gólt szerzett, illetve tagja volt az 1988-as Európa-bajnokságon résztvevő válogatott keretének is.

## Sikerei, díjai
Valencia CF
- Spanyol kupadöntős (1): 1994–95

Spanyolország U21
- U21-es Európa-bajnok (1): 1986

## Külső hivatkozások
- Eloy Olaya adatlapja a National-Football-Teams.com oldalon (angolul)

- Eloy Olaya (angol nyelven). FootballDatabase.eu
- Eloy Olaya (angol nyelven). eu-football.info
- Eloy Olaya (angol, katalán, spanyol nyelven). BDFutbol.com
- Eloy Olaya adatlapja a worldfootball.net oldalon (angolul)